# Д-20

152-мм оръдие-гаубица Д-20 е съветска буксируема артилерийска система с ръчно зареждане.  На въоръжение в Българската армия е от 1973 г.

## История и конструкция
Разработката на оръжието започва малко след края на Втората световна война. То съчетава качествата както на оръдие (висока начална скорост на снаряда и голяма далекобойност), така и на гаубица (с възможност за голям ъгъл на възвишение и навесна стрелба). Д-20 е първата артилерийска система на Съветската армия с такъв калибър, способна да изстрелва снаряди с ядрена бойна глава. Тя е представена за първи път публично на парад в Москва през 1955 г., затова в страните от НАТО има обозначението M1955. Стволът на Д-20 се използва и в самоходната гаубица 2С3 Акация.
Артилерийската система има обща дължина 8690 мм, ствол – 5195 мм, калибър – 152,4 мм, маса – 5650 кг, широчина – 2317 мм, височина 1925 – 2520 мм. Максимално допустима скорост – 60  км/ч (по шосе) и 15 км/ч (по пресечен терен).
Артилерийски разчет от 10 души може да подготви оръдието-гаубица от транспортно в бойно положение за около 3 минути. За кратко време е постижима скорострелност от 6 изстрела в минута, след което трябва да се намали до 2–4 изстрела в минута. Д-20 може да произведе 65 изстрела в рамките на един час.

## Боеприпаси
Снарядът и метателният заряд в месингова гилза се зареждат отделно. Максималната далекобойност на осколочно-фугасните снаряди с маса 43,560 кг е 17 410 м, на  еднократни предаватели за радиосмущения „Стършел“ – 16 500 м., а на активно-реактивни боеприпаси достига до 24 000 м.

## Оператори (към 2024 г.)
- Азербайджан — 43 Д-20

- Ангола — 4 Д-20

- Армения — 34 Д-20

- България — 24 Д-20

- Виетнам — известно количество

- ДР Конго — 6 Д-20

- Иран — 30 Д-20

- Ирак — известно количество Д-20, част от тях дарени от Република България.[2]

- Казахстан — 24 Д-20

- КНДР — известно количество

- Китай — известно количество

- Молдова — 31 Д-20

- Република Конго — 8 Д-20

- Русия — до 700 Д-20 на склад и 100 в Сухопътните войски

- Румъния — известно количество

- Туркменистан — 72 Д-20

- Украйна — известно количество

- Шри Ланка — известно количество